# Herford
Ne doit pas être confondue avec la cité anglaise de Hereford, ni de la ville anglaise de Hertford.
Herford est une ville allemande de Rhénanie-du-Nord-Westphalie, chef-lieu de l’arrondissement de Herford dans le district de Detmold et la province de Westphalie-Lippe.  

## Géographie

### Situation géographique
Herford se situe dans le « Ravensberger Hügelland », paysage de collines basses entre la forêt de Teutberg et le Wiehengebirge. Le lieu le plus élevé est le Dornberg dans le quartier Schwarzenmoor (240 m), le lieu le plus bas est situé dans la  Vallée du Werre dans le quartier Falkendiek (56 m). Près du centre-ville se trouve le confluent de l'Aa (rejointe peu avant par l'Eickumer Mühlenbach) et de la Werre, qui traverse la ville du nord au sud. Le Stadtwald avec le Stuckenberg se trouve à l'est de la ville.

### Météo
Données climatiques en moyenne :
| Mois      | Température | Précipitations |
| --------- | ----------- | -------------- |
| Janvier   | 1,8 °C      | 72 mm          |
| Février   | 2,2 °C      | 49 mm          |
| Mars      | 5,3 °C      | 65 mm          |
| Avril     | 8,4 °C      | 53 mm          |
| Mai       | 13,0 °C     | 65 mm          |
| Juin      | 15,6 °C     | 82 mm          |
| Juillet   | 17,7 °C     | 69 mm          |
| Août      | 17,4 °C     | 71 mm          |
| Septembre | 13,8 °C     | 73 mm          |
| Octobre   | 9,8 °C      | 61 mm          |
| Novembre  | 5,4 °C      | 64 mm          |
| Décembre  | 3,1 °C      | 80 mm          |
| Année     | 9,5 °C      | 804 mm         |

### Municipalités voisines
Herford est limitrophe d'Enger et Hiddenhausen à l'ouest, de Löhne et Vlotho au nord, de Bad Salzuflen (arrondissement de Lippe) à l'est et de la ville-arrondissement de Bielefeld au sud.

### Division de la ville
- Altstadt / Altstädter Feldmark – la vieille ville
- Neustadt / Neustädter Feldmark – la nouvelle ville
- Radewig / Radewiger Feldmark – le quartier Radewig
- Stiftberg - la « Colline de l'Abbaye »
- Diebrock
- Eickum
- Elverdissen
- Falkendiek
- Herringhausen
- Laar
- Schwarzenmoor
- Stedefreund

## Histoire
| Appartenances historiques Saint-Empire (Ville libre) 1147-1652 Comté de Ravensberg 1652-1807 Royaume de Westphalie 1807-1813 Royaume de Prusse (Province de Westphalie) 1815-1918 République de Weimar 1918-1933 Reich allemand 1933-1945 Allemagne occupée 1945-1949 Allemagne de l'Ouest 1949-1990 Allemagne 1990-présent |

### Histoire de Herford
La naissance de Herford à la fin du VIIIe siècle (vers 789) est le résultat de deux facteurs : une situation militairement stratégique et l'union de trois fermes. Vers 800, une abbaye de femmes est fondée à Herford.
Herford est une abbaye  jouissant de l'immédiateté impériale depuis 1147. La ville constituée de la « Altstadt » (vieille-ville) et la « Neustadt » (ville-nouvelle) reçoit les droits urbains en 1170/1180. Elle devient une ville libre d'empire et est un membre la ligue hanséatique.
En 1533 Herford accepte la Réforme protestante. En 1634 la vieille-ville et la ville-nouvelle s'unissent. En 1652 le territoire de l'abbaye et la ville sont annexés par la Prusse. 
Entre 1807 et 1813 Herford est intégrée dans le royaume de Westphalie ; en 1816, la ville devient la capitale d’une entité administrative « Kreis », mais reste libre comme « kreisfreie Stadt » jusqu'en 1970.

### Histoire juive à Herford
Les réfugiés juifs arrivent à Herford au XIe siècle, comme dans le reste de la Westphalie. Des documents indiquent la présence de Juifs à Herford dès 1306.
Les Juifs travaillaient également pour l’abbaye. En contrepartie d'impôts, ils ont le droit de s'établir en ville. On les autorise à construire une synagogue en 1808 et la communauté s'agrandit d'environ 300 personnes. Ils n'ont cependant accès aux mêmes droits que les citoyens qu'en 1869.
Très peu de Juifs d'Herford ont survécu au nazisme. En 1945, la communauté ne compte plus que 10 à 15 personnes. Depuis, elle n'a augmenté que d'une quarantaine d'immigrés de l'Union soviétique.
Durant la Nuit de Cristal, la synagogue est brûlée et pillée. Aujourd'hui, un monument bâti sur les ruines rappelle cette date.

## Politique

### Conseil municipal
| CDU | SPD | Bündnis 90/Die Grünen | FDP | Liste 2004 - Initiative pour Herford | Offensive D | Total |
| 18  | 16  | 4                     | 3   | 2                                    | 1           | 44    |

(Élection municipale du 26 septembre 2004)

### Villes jumelées
- Hinckley (Royaume-Uni)
- Fredericia (Danemark)
- Quedlinburg (Allemagne)
- Gorzów Wielkopolski (Pologne)
- Voiron (France)

## Culture et curiosités

### Ouvrages d’art

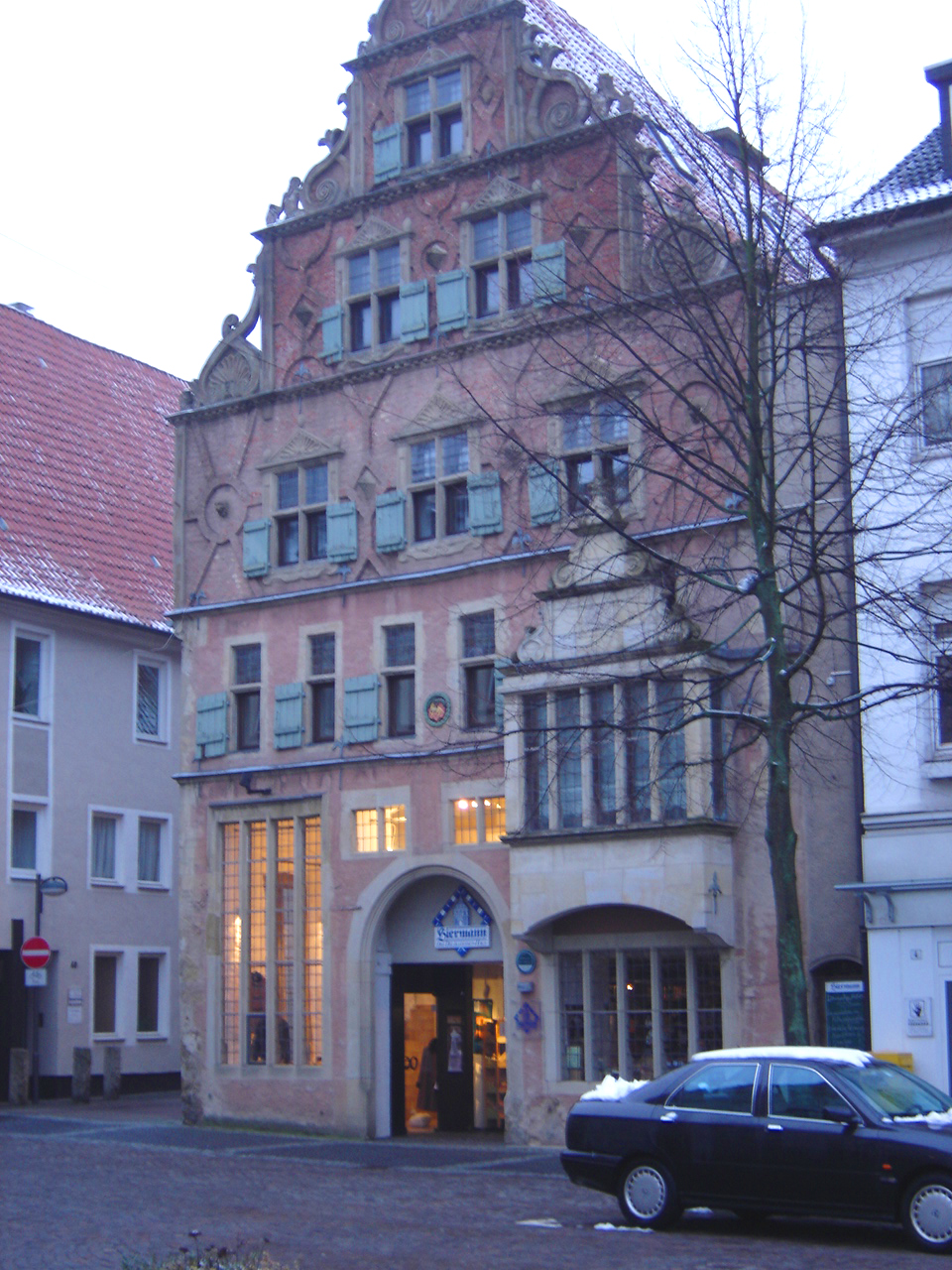
Le Wulfert-Haus au Neuer Markt

- Marta Herford et le quartier dans la Goebenstraße : Musée (M pour les meubles, ART pour l’art et a pour l’architecture). Ouvert en mai 2005, ce musée d'art moderne occupe un bâtiment dessiné par l'architecte américano-canadien Frank Gehry, et dont les lignes courbes rappellent celui de Bilbao.
- L'abbatiale « Münster zu Herford » : une église-halle gothique du XIIIe siècle.
- « Sankt Marien auf dem Berge » L’église Sainte-Marie-sur-Mont ; XIVe siècle.
- « Sankt Johannis » ou « Neustädter Kirche » L’église Saint-Jean ; XIVe siècle
- « Sankt Jakobi » ou « Radewiger Kirche » L'église Saint-Jacques ; XIVe siècle
- « Sankt Johannes Baptist » L'église Saint-Jean-Baptiste
- L'Hôtel de Ville et Le Marché couvert
- L'ancien hôtel de ville
- La ville possède également une statue du célèbre artiste Hip Hop Tupac Shakur

## Économie et infrastructure

### Circulation et transports
L'autoroute A2 passe à l'est de ville où deux sorties (Herford/Bad Salzufeln et Herford-Ost) ainsi que les deux restaurants d'autoroute Herford s'y trouvent. Les routes fédérales B61 et B239 conduisent le trafic grandes distances sur le boulevard périphérique vers la périphérie. 
La gare est une jonction pour le trafic régional direction bassin de la Ruhr, Hanovre, Osnabrück et Paderborn. À Herford, l'Intercity-Express s'arrête régulièrement depuis 2002.

### Entreprises
La branche la plus importante est l'industrie textile avec trois entreprises qui sont actives dans le monde entier. D'autres grandes entreprises travaillent dans les secteurs de la fabrication de matière plastique, de l'industrie de transformation de bois, de la fabrication de meubles et de la production d'aliments.

### Médias
Il y a une station de radio locale privée «Radio Herford» et un journal local « Herforder Kreisblatt ».

## Éducation
Herford est un siège d'un établissement d'enseignement supérieur pour la musique d'église. Trois lycées traditionnels ainsi qu'un centre scolaire avec plusieurs écoles professionnelles se trouvent dans la ville.

## Personnalités
- Otto Tachenius (vers 1610-1680), pharmacien, médecin, chimiatre et alchimiste, né à Herford, actif à Venise à partir de 1647.